# Гроші (журнал)
«Гроші» — всеукраїнський журнал. Видається українською (з 2016 року) та російською (з 2006 року) мовами. Існує також російськомовна інтернет-версія журналу, що знаходиться за адресою Деньги.UA.

## Історія
Проєкт започатковано у 2006 році Українським Медіа Холдингом. Головний редактор — Олександр Крамаренко. Україномовна версія двотижневика видається з лютого 2016 року.

## Позиціонування
- Друкована версія позиціонується як персональний діловий журнал для тих, хто хоче грамотно і ефективно розпоряджатися власними фінансами. Виходить один раз на два тижні, у четвер.

- Онлайн-версія позиціонується як єдиний в Україні сайт про особисті доходи та розумні витрати, спеціально створений для споживачів та приватних інвесторів.

## Персоналії
- Крамаренко Олександр Павлович
- Бердинських Олександр Анатолійович